# Birmensdorferstrasse
Die Birmensdorferstrasse ist eine Ausfallstrasse der Stadt Zürich, die vom Zweierplatz über den Goldbrunnenplatz und das Triemli zur Stadtgrenze bei Uitikon-Waldegg verläuft und den Verkehr aus der Innenstadt in Richtung Birmensdorf leitet. Der Verlauf entspricht der alten Landstrasse von Zürich nach Birmensdorf.

## Geschichte
Die Birmensdorferstrasse wurde 1830 angelegt. Sie verhalf dem etwas abgelegenen Dorf Wiedikon zu einem Aufschwung und bildete schnell eine Hauptausfallsachse der Stadt. In Wiedikon entstand die Schmiede an der Birmensdorferstrasse als Zentrum. Die Birmensdorferstrasse erhielt 1880 offiziell ihren Namen. Ab 1898 verkehrten die elektrischen Triebwagen der Städtische Strassenbahn Zürich (StStZ) vom Zürcher Hauptbahnhof durch bis nach Heuried. Sie benutzten dabei nach der Sihlbrücke die Werdstrasse und gelangten erst auf der Höhe der Grüngasse auf die Birmensdorferstrasse – die Streckenführung über den Stauffacher wurde erst ab 1914 benutzt. 1926 erfolgte die Verlängerung bis ins Triemli.